# Araniella coreana
Araniella coreana là một loài nhện trong họ Araneidae. Loài này được tìm thấy ở Triều Tiên. Loài này miêu tả khoa học năm 2002.